# 望德堂坊

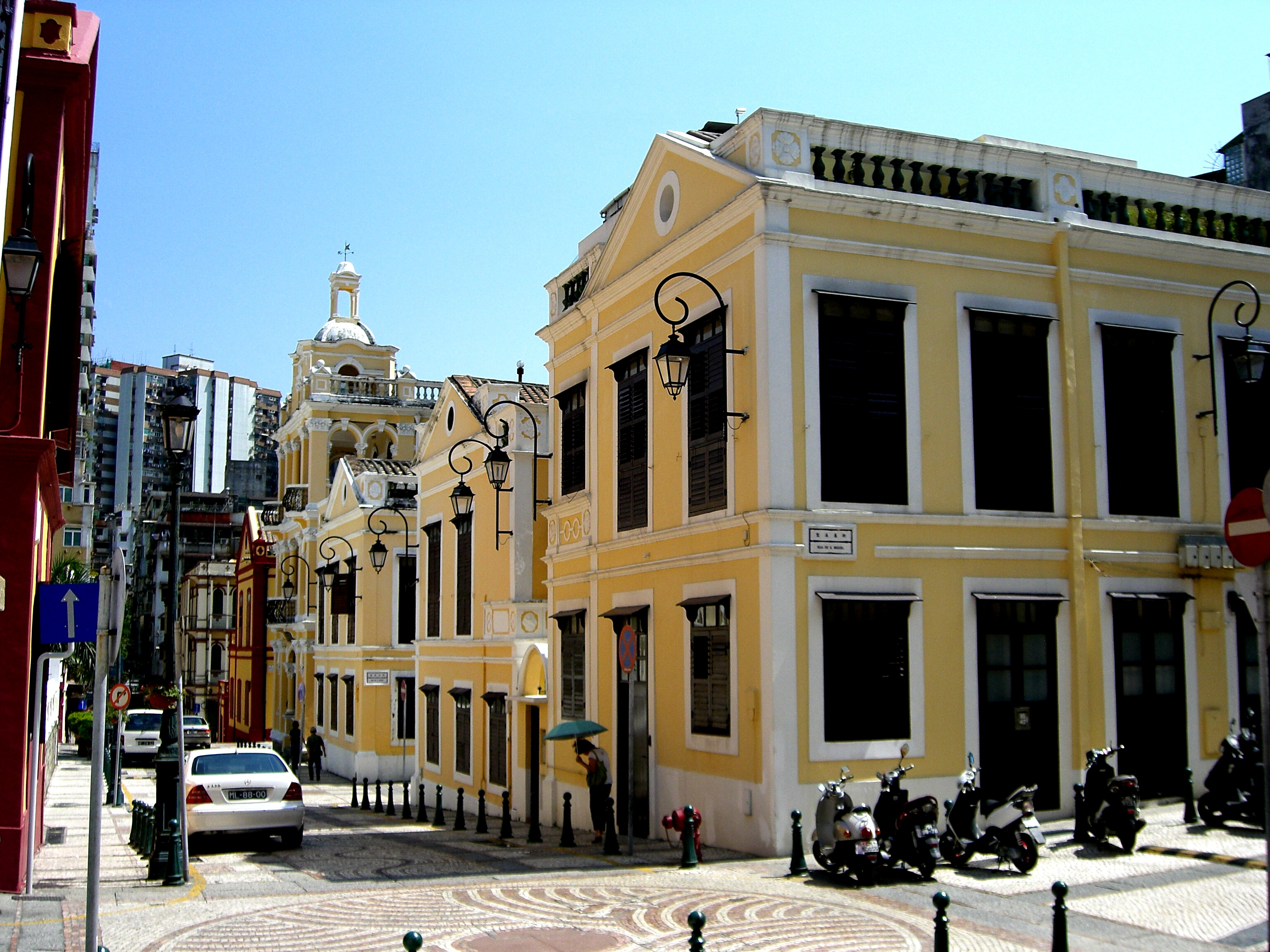
瘋堂斜巷

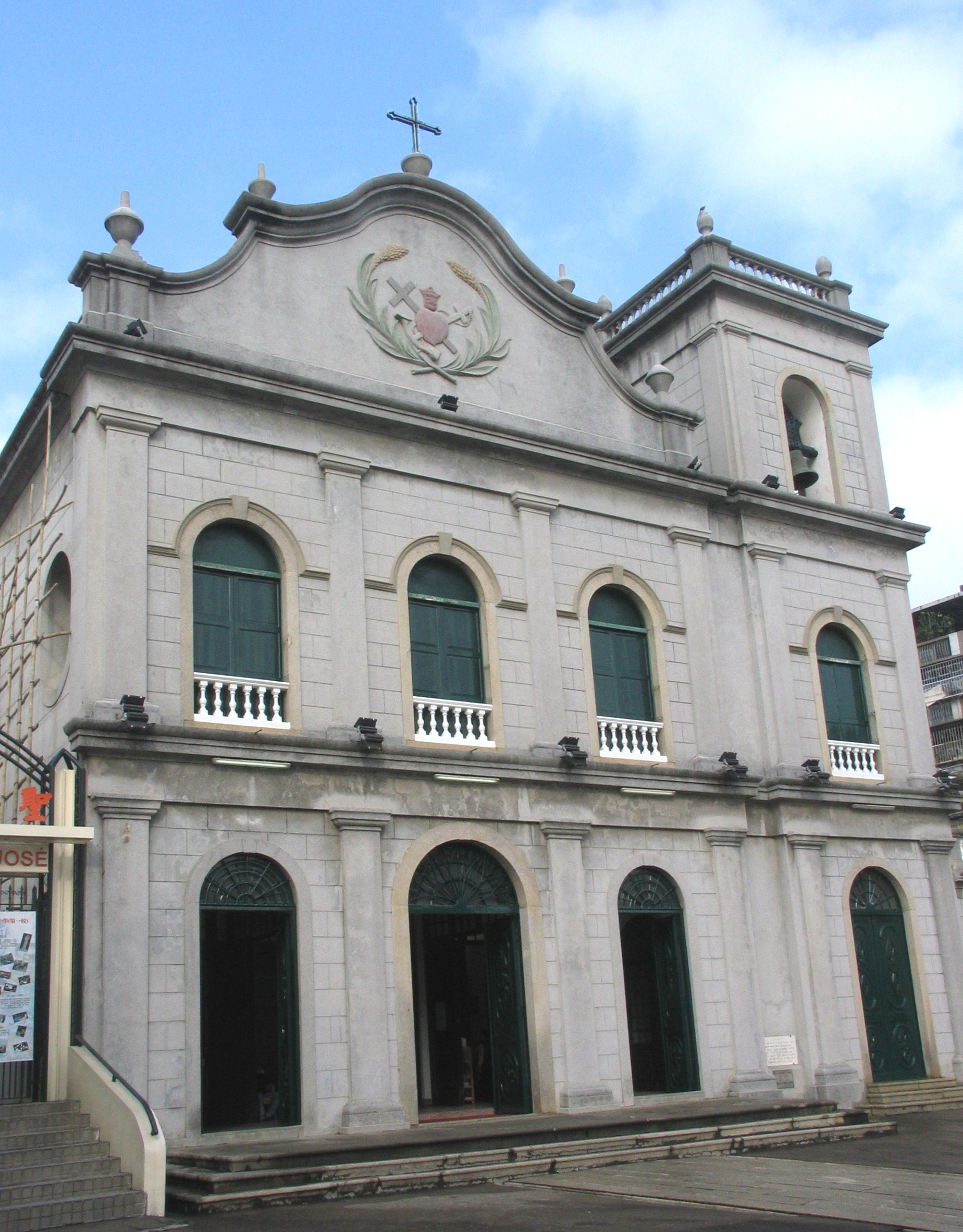
望德聖母堂

望德堂坊（葡萄牙語：Bairro de São Lázaro），俗稱瘋堂區，過去稱進教圍，位於澳門半島中部、望德堂區西南，為大炮台山鏡湖馬路、水坑尾、荷蘭園大馬路與西墳馬路所包圍。往昔這裏是華人天主教徒聚居的地方，也是中國內地教徒為避清政府追捕的避難所之一。坊內以前有一痲瘋病院，故有瘋堂區之稱，後來漸多華人在此坊加入教會，故又有進教圍稱號，一時宗教色彩濃烈，至近代此況才消逝。1984年整個坊區被列入政府重點保護文化財產之一，歷來坊內也被翻修兩次（於1987年、2002年）。1990年代末至21世紀初，坊內也開始興起藝術文化事業，更有協會關注坊內的創意工業。
澳門首位華人主教林家駿，其母系祖先亦世居於此坊。

## 歷史沿革

### 望德聖母堂
昔日澳門有很多的痲瘋病人，首任天主教澳門教區主教賈耐勞在1568年（當時還未為主教）來澳後就在這裏建立了辣撒祿痲瘋病院，並附設一所小教堂，名為「聖辣撒祿堂（Igreja de São Lázaro）」，供奉聖母望德，是為望德聖母堂的前身。由於教堂是專為痲瘋病人而設，故人稱「瘋堂」或「發瘋寺」。1576年羅馬教廷宣佈在澳門設教區後，聖辣撒祿堂成為了澳門當時的主教座堂（後來主堂才改為聖母聖誕堂），至1886年重建成現在的望德聖母堂。

### 「唐人廟」與滿清禁教
儘管如此，望德堂坊的起源最早祇可追溯到18世紀，當時已有非常多的外國人到澳門定居，當中為數不少是傳教士。按《澳門記略校注》記載，當時的傳教士除了在澳門舊城的八間教堂工作外，還建有專為華人而設的教堂，稱「唐人廟」，位置就在今望德堂附近。而時值滿清政府禁制天主教，故在中國內地的華人教徒都退到澳門避居，並在此教堂活動，藉行醫傳教。不過，後來任香山縣令張汝霖卻上奏清政府要求查封該教堂，並通緝堂內的華人教徒領袖。結果使領袖們被迫潛逃，而該「唐人廟」亦被拆毀。但即使這樣，此也已定了望德堂坊的雛形。

### 進教圍時期

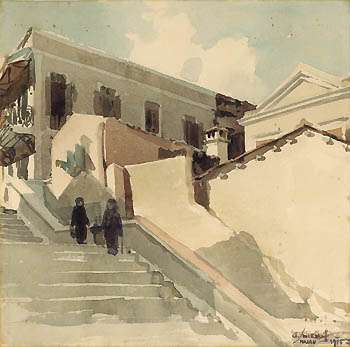
1945年俄羅斯畫家喬治·史密羅夫（George Smirnoff）筆下的瘋堂中斜巷

至19世紀太平天國之亂時，又再有一批內地華人教徒逃到澳門，為防清兵捉拿，都衣穿西洋服飾和改用受洗聖名（清朝官員稱之為「穿蕃衣、改蕃名」）；加上當時清朝的國力薄弱，以致不能在澳門實施對華人的禁教令，故在澳門的教徒才可以公然的參與教會活動。而1847年起時任澳門主教馬他亦委派司鐸專責處理華人的傳教工作，漸漸地華人教徒就在這一帶定居，搭木屋成坊；同時也開始有澳門華人在這裏加入教會（此動作俗叫「進教」），故此地被稱為「進教圍」，而聖辣撒祿堂也一度被稱「進教堂」。後幾十年間整個區內的建設多由教徒完成，如有「自梳女之家」之稱的婆仔屋、供教友聚腳的堂聯中心、提供善終的清安醫所等。及後區內人口漸增，在此受洗的教徒約有2000人，宗教組織諸如若瑟會及聖母聖月會等都在進教圍內開展，坊內甚至把一些慶典如望德聖母瞻禮（五月最後主日）等視為坊內專有的「大節慶」，尤於每年聖母月（5月），熱鬧場面不乏。
19世紀後期此區暴發嚴重的鼠疫，澳葡政府為了清理該區，清拆區內的木屋並重建成兩層的平房住宅（但仍為教友主要斥資），並分築街道，劃為聖美基街、馬忌士街、聖祿杞街、瘋堂新街等，重建而成的住宅仍為教徒居住。1882年痲風院遷往小橫琴島，1886年將聖辣撒祿堂改建成今之望德聖母堂，原址也被拆卸重建。1895年清安醫所也改組成醫舍及設廉價門診部，1933年圍內又設有望德學校（今聖若瑟教區中學第一校）。1947年痲風院遷往路環聖母村。
直至1940年代，進教圍的傳教事業開始衰落，坊內的教友家庭也漸遷離，而由非教徒取而代之。香港日佔時期，一度造成澳門各界恐慌，部份教徒也離開澳門。一二·三事件後又因親中勢力膨脹以致圍內僅餘的教友多紛紛外移。1970年代坊內的兩層平房部份被發展商收購，改建為現在的住宅大廈，自此「進教圍」稱號成為歷史。

## 後期發展

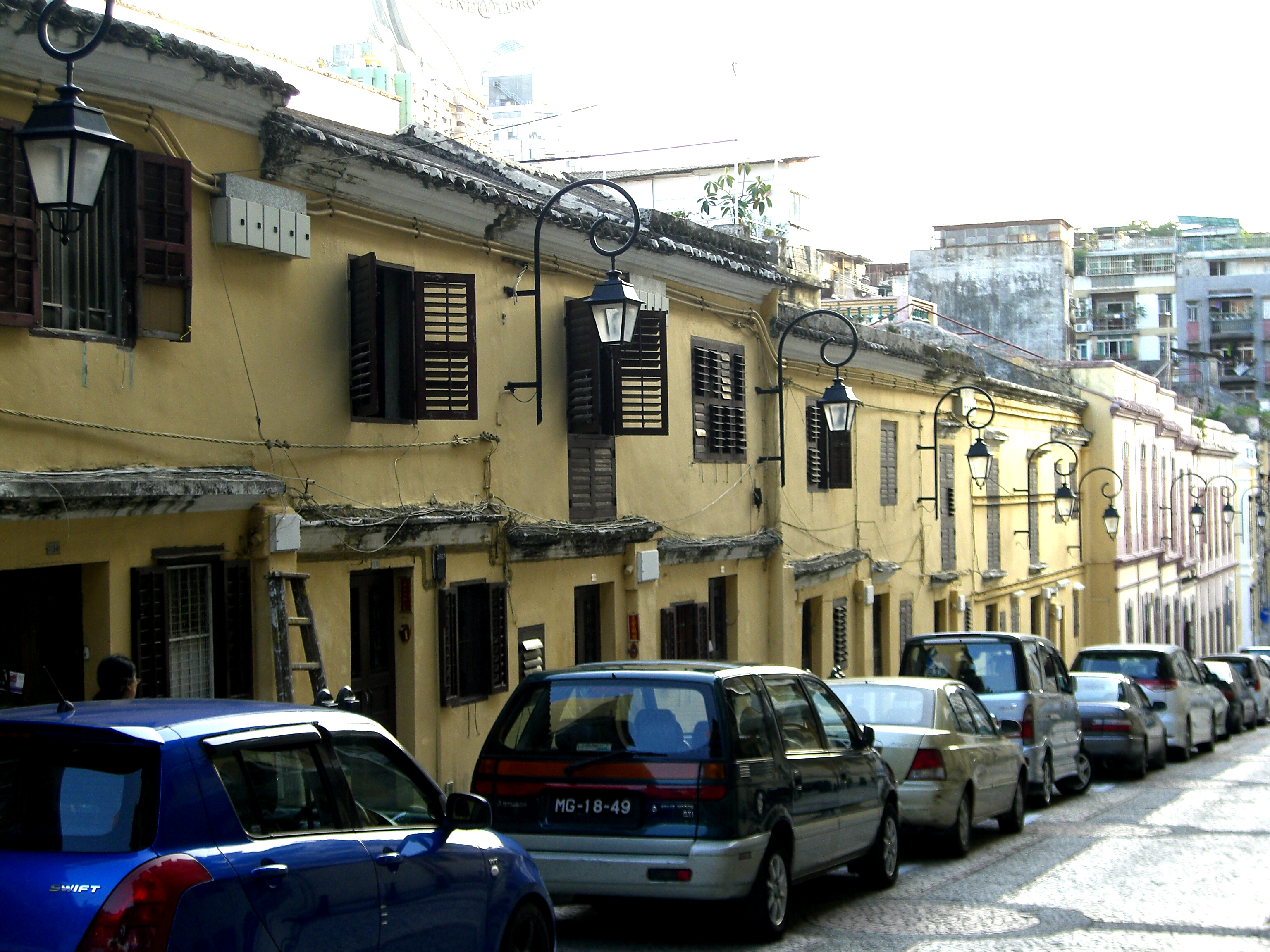
馬忌士街

1970年代隨澳門的都市發展，望德堂坊內逐漸建有五六層高的住宅大廈，自此往日的宗教色彩也漸退卻。後十年間不斷有中國大陸的移民湧入澳門，以至坊內人口更為密集。1984年澳葡政府在設立專注保護文化財產的委員會時，將坊區列入重點保護文化財產名單內，並禁止拆毀坊內僅餘的古建築，三年後更斥資60萬澳門元將其翻新；1992年再列入澳門文物名錄中的「已評定之建築群名單」類別；2002年時又再重整區內街道。

## 建築特色
自19世紀末坊區重建至1930年這段時間，坊內建有多棟兩層高的平房，並形成巧妙的長方形街道區；部份在1970年代後拆建，但僅餘的至今仍留存，主要集中在瘋堂中斜巷以北。經歷兩次翻修後，這些舊平房的外牆都被髹成紅色與黃色，裝裱成1920年代特色市區房屋，並在路上鋪上葡式碎石路，改裝歐陸式街燈，發展成特色旅遊景點。以往曾有多個政府部門曾以這些平房作為辦事處，如反貪公署、環境委員會等，現時則有澳門社會保障基金和澳門社會工作局在該區設總部。

## 文化產業的發展

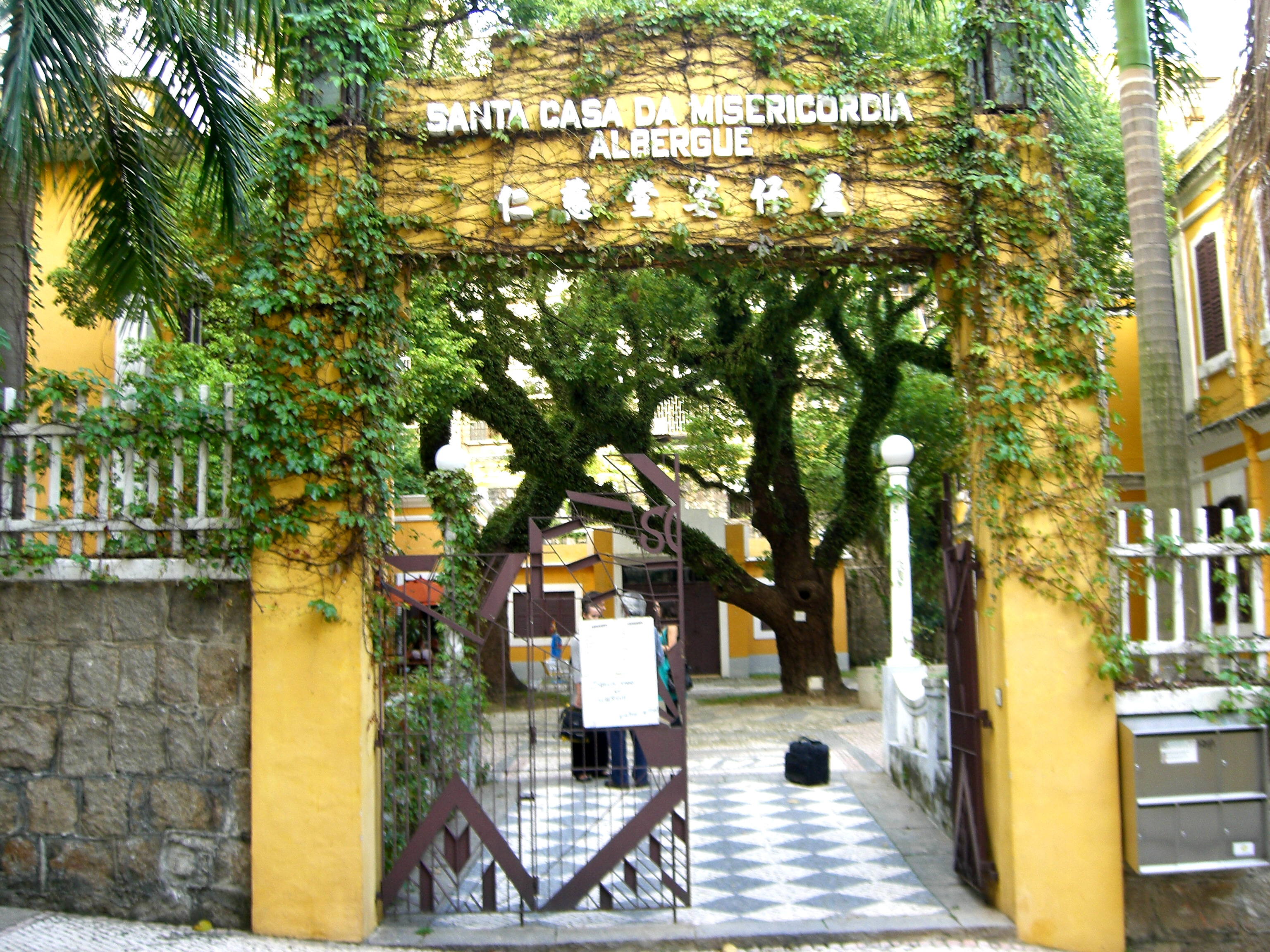
仁慈堂婆仔屋

望德堂坊的建築特色也間接帶動了文化產業的發展，近年更有望德堂區創意產業促進會的成立，以仁慈堂婆仔屋（藝竹苑）為基地，並得到澳門特區政府大力支持。2007年2月開始更每月舉行「瘋堂天地」街頭藝術活動，其反應不錯，後來便擴展成「黃昏小敘」表演，每月舉行一次縮短為每星期一次。【 Sun Never Left - 黃昏小敍 】　逢星期六 & 日 | 下午3時至6時　Every Saturday & Sunday 3pm~6pm　望德堂區 瘋堂斜巷8號前地。2008年9月隨着瘋堂十號創意園的啟用，甚至出現創意園「瘋堂三俠」，更帶動了坊內創意工業的拓展。

## 組成街道

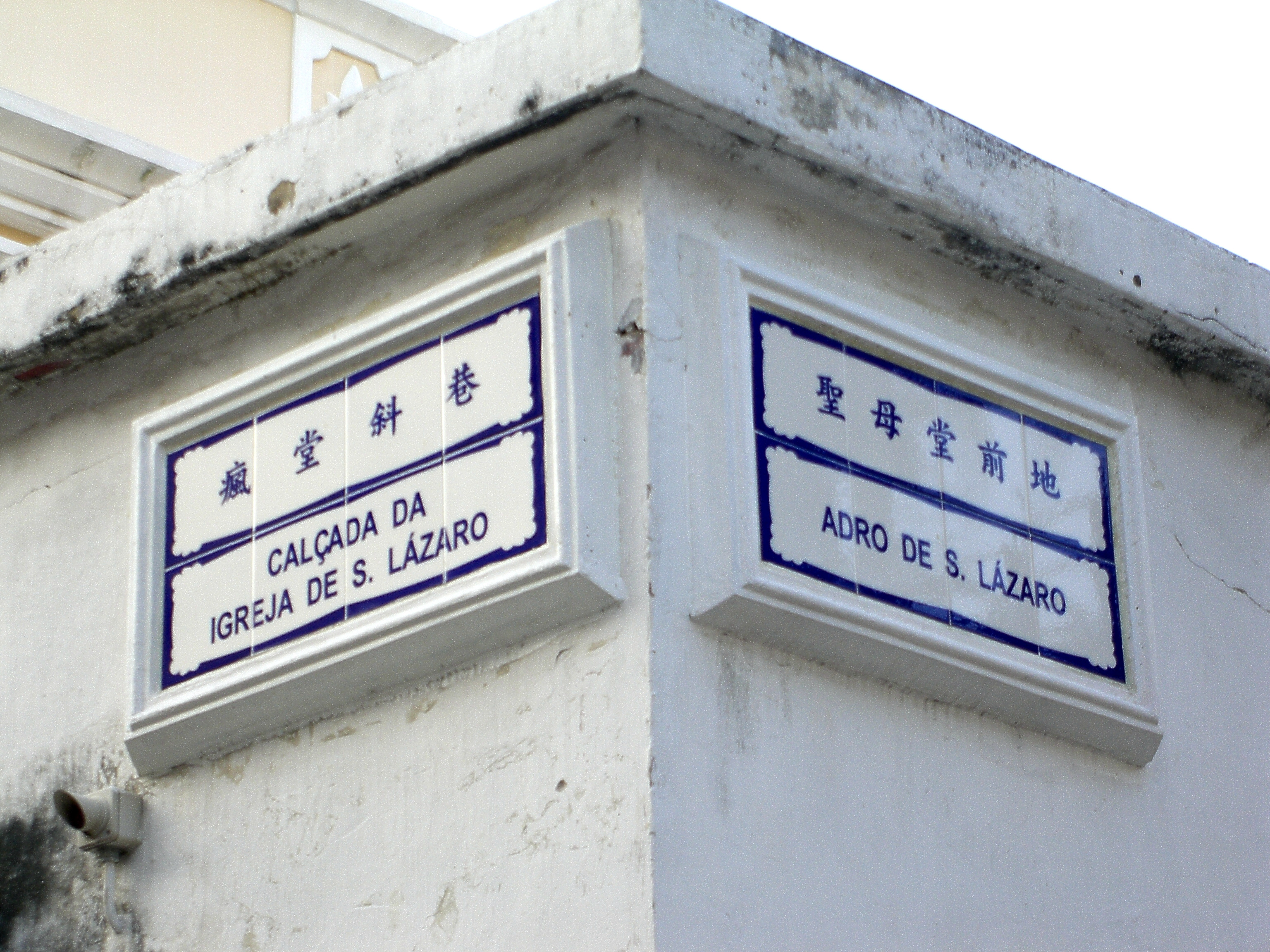
瘋堂斜巷與聖母堂前地

| 街道名稱（中文） | 街道名稱（葡文） | 長度          | 平均寬度      | 註釋             |
| ---------------- | ---------------- | ------------- | ------------- | ---------------- |
| 瘋堂斜巷         |                  | 220米         | 10米          |                  |
| 美珊枝街         |                  | 125米         | 8米           |                  |
| 瘋堂中斜巷       |                  | 143米         | 9米           |                  |
| 瘋堂圍           |                  | 60米          | 5米           |                  |
| 瘋堂里           |                  | 24米          | 3米           |                  |
| 聖美基街         |                  | 160米         | 8米           |                  |
| 馬忌士街         |                  | 102米         | 8米           | 舊名病人院街（Rua do Asilo） |
| 聖祿杞街         |                  | 150米         | 6米           |                  |
| 瘋堂新街         |                  | 145米         | 7米           |                  |
| 聖母堂前地       |                  | 佔地685平方米 | 佔地685平方米 |                  |
| 和隆街           |                  | 285米         | 7米           |                  |

## 重要地點
- 社會工作局防治藥物依賴廳（反貪公署舊址）
- 仁慈堂婆仔屋
- 澳門社會保障基金望德堂辦事處
- 聖若瑟教區中學第一校
- 望德聖母堂

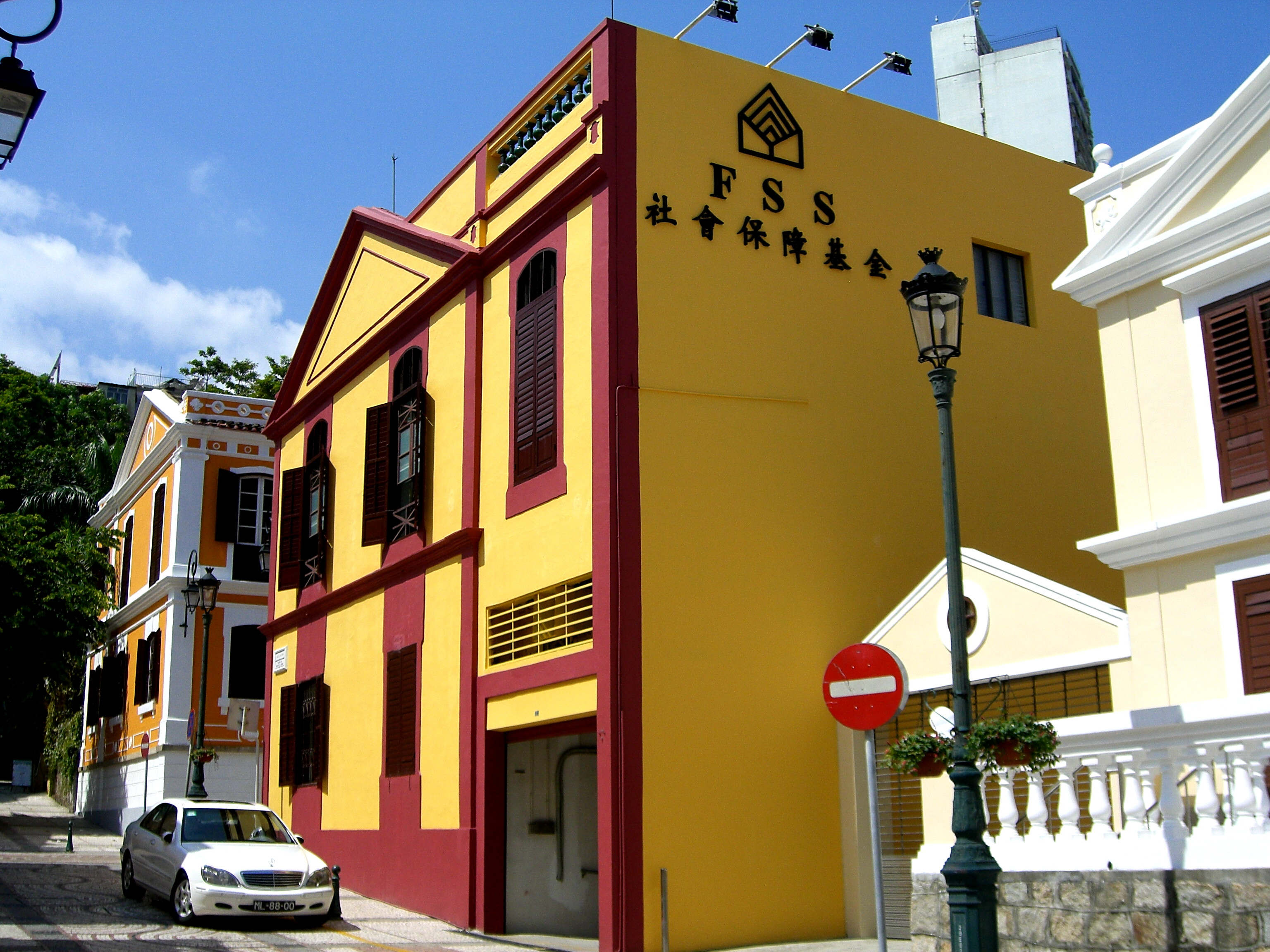
澳門社會保障基金

- 中華青少年教育輔助會活動中心（堂聯中心舊址）
- 澳門演藝學院音樂學校
- 清安醫所
- 聖味基墳場

## 備註
1. ↑  「辣撒祿」一詞本身也蘊含痲瘋之意。
2. ↑  儘管聖辣撒祿堂的中文名稱已易為「望德聖母堂」，但葡文名稱今仍沿用。
3. ↑  按《澳門記略校注》原文：「為廟者八：曰三巴、曰咖斯蘭（即加思欄）、曰大廟（即大堂）、曰板樟、曰龍鬆（即崗頂聖堂）、曰風信、曰支糧（即仁慈堂）、曰花王」，但沒有望德堂的存在，可能是因為望德堂座落在澳門舊城外而不被提及所致，這據《澳門紀略·澳蕃篇》所述：「東南城外有發瘋寺，內有瘋番，外衞以兵，月有廪」。
4. 1 2  資料僅為約數，透過澳門地圖繪製暨地籍局發行的軟件──澳門地圖通的量度功能得出。
5. ↑   註:

## 外部連結
- 1948年的美珊枝街[永久]
- 蓮花環境雜誌 - 陳賜大宅
- 澳門文物之旅 - 望德堂坊 （页面存档备份，存于）
- 澳門文物知多少 - 望德堂坊[永久]
- 澳門教區社會傳播中心 - 網絡進教圍